# Facultad de Derecho de la Universidad de Santiago de Chile
La Facultad de Derecho de la Universidad de Santiago de Chile, también conocida como Derecho USACH, es una de las nueve facultades que conforman la Universidad de Santiago de Chile. Esta facultad imparte la carrera de pregrado de Licenciatura en Ciencias Jurídicas y Sociales (Derecho), y está conformada por tres departamentos académicos: Departamento de Derecho Público, Departamento de Derecho Privado y Departamento de Ciencias del Derecho.
Su actual Decano es Jaime Bustos Maldonado (2017 a la fecha) y su Vicedecana Cecily Halpern Montecino.

## Historia
El día viernes 19 de agosto de 2016 en sesión extraordinaria del Consejo Académico de la Universidad de Santiago de Chile se aprobó la creación del grado académico de Licenciado en Ciencias Jurídicas y Sociales, conducente al título de abogado por 19 votos a favor, 8 abstenciones y 0 votos en contra y, por su defecto, a la creación de la Facultad de Derecho de la Universidad de Santiago de Chile, la cual fue aprobada por 19 votos a favor, 2 en contra y 6 abstenciones. Siendo el 1 de septiembre del mismo año, la oficialización de la Facultad a través de Resolución Universitaria.
La inauguración del primer año académico en la historia de la Facultad la realizó la Presidenta de la República, Michelle Bachelet.
En su primer año (2017) tuvo 1.300 postulaciones.

### Lista de decanos
| - Roberto Nahum Anuch (2016-2017) - Jaime Bustos Maldonado (2017 a la fecha) |